# Age of Empires II: The Age of Kings
Age of Empires II: The Age of Kings is het vervolg op Age of Empires, een real-time strategy-spel op de pc. Het spel dat in 1999 uitkwam is ontwikkeld door Ensemble Studios en uitgegeven door Microsoft.
Een paar jaar later kwam er ook een PlayStation 2-versie van Age of Empires 2 uit, maar deze versie was een flop wegens de moeilijke speelbaarheid.
In juli 2006 kwam Age of Empires II uit voor Nintendo DS. Deze versie verschilde op sommige vlakken veel met de pc-versie. Zo is de DS-versie niet meer in real-time.
Op 9 april 2013 werd de HD-versie uitgebracht via Steam, deze bevatte meteen ook de eerdere uitbreiding The Conquerors. Voor deze versie werden ondertussen drie nieuwe uitbreidingen gelanceerd: The Forgotten (2013), The African Kingdoms (2015) en Rise of the Rajas (2016). Op 14 november 2019 werd ten slotte Age of Empires II: Definitive Edition gelanceerd.

## Situering
Age of Empires II speelt zich af in de Middeleeuwen. De bedoeling van het spel is, net zoals bij veel andere real-time strategyspellen, een rijk op te bouwen en de tegenstander te verslaan.
De verschillende volkeren in Age of Empires II zijn: Britten, Byzantijnen, Kelten, Chinezen, Franken, Goten, Japanners, Mongolen, Perzen, Saracenen, Teutonen, Turken en de Vikingen. In het uitbreidingspakket, The Conquerors komen hier ook de Azteken, Hunnen, Koreanen, Maya's en Spanjaarden bij.

## Standaardspel
Net zoals bij de eerste Age of Empires begin je met een dorpshuis en enkele dorpelingen. Die moeten dan grondstoffen verzamelen of delven en de gebouwen bouwen. Door middel van deze twee elementen kun je het leger en dus je macht uitbreiden.

### Grondstoffen
De grondstoffen zijn:
- Voedsel: door bessen te plukken, op dieren (schapen, herten, everzwijnen etc.) te jagen, te vissen of akkers aan te leggen
- Hout: door bomen te kappen
- Goud: door in goudmijnen te delven, handel te drijven of relieken te verzamelen
- Steen: door in steenmijnen te delven

### Gebouwen
De belangrijkste gebouwen zijn:
- Dorpshuis, later stadhuis: hier kun je dorpelingen creëren en onderzoeken en je kan er naar een ander tijdperk gaan
- Kazerne: hier train en onderzoek je infanterie
- Stallen: hier train en onderzoek je cavalerie
- Schietbaan (Archery Range): hier train en onderzoek je schutters
- Oorlogswerkplaats (Siege Workshop): hier train en onderzoek je artillerie
- Haven: hier train en onderzoek je schepen. Bovendien brengen vissersschepen hun voedsel hiernaartoe en koopvaardijschepen hun goud.
- Kasteel: hier kun je speciale eenheden trainen en een blijde (Trebuchet)

Om het maximaal aantal eenheden te vergroten, moet je huizen bouwen. Elk huis heeft een capaciteit van vijf man, kastelen hebben een capaciteit van 20 man.
Opslagplaatsen, namelijk mijnen (Mining Camp), houthakkerskampen (Lumber Camp) en molens (Mill) zorgen er slechts voor dat dorpelingen hun grondstoffen niet helemaal naar stadshuizen hoeven te brengen. In deze gebouwen kun je ook de snelheid van het ontginnen of de capaciteit van de akkers verhogen.
Word je aangevallen, kun je de alarmbel (Town Bell) luiden zodat alle dorpelingen zich verschuilen in het stadhuis, kasteel of toren; zo zijn ze niet alleen beschermd, maar kunnen ze ook pijlen schieten op de vijand (kastelen en torens doen dit sowieso).

### Handel en relieken
Het is ook mogelijk grondstoffen te kopen of te verkopen voor goud in de marktplaats. Tevens kan men ook handeldrijven door handelskarren of naar de marktplaats of haven van je bondgenoten te sturen. Hoe verder deze gelegen is, hoe meer goud je handelaar terugbrengt. Bondgenootschappen maken en tribuut behaalt men niet via de marktplaats, maar via het vakje Diplomatie bovenaan.
In een normaal spel zijn er vijf relieken. Enkel priesters (Monk) kunnen die gaan halen. Wanneer je ze in de kerk (Monastery) hebt gezet, genereren ze elke seconde goud. Als je alle relieken van het spel in je klooster hebt en die gedurende 200 jaar kan behouden (ca. 20 minuten, er komt altijd een teller te staan), heb je gewonnen. Hetzelfde resultaat bekom je overigens door een (Wonder) te bouwen en dat 500 jaar lang te behouden.

### Extra onderzoeken
Heel wat technische verbeteringen kun je doorvoeren via de universiteit. Gevechtseenheden kunnen verder onderzocht worden bij de smidse (Blacksmith), die onderzoeken gelden wel niet voor eenheden die in het kasteel worden getraind.
Net zoals in de eerste Age of Empires kunnen priesters eigen en bevriende eenheden genezen en vijandelijke eenheden naar jouw kant krijgen (Convert), maar die mogelijkheden kunnen sterk versneld worden door de vele onderzoeken die mogelijk zijn, uiteraard afhankelijk van het soort beschaving waarmee je op dat moment speelt.
Verkende gebieden zie je slechts zoals de laatste verkenner (Scout) ze zag. Door troepen te sturen, zie je natuurlijk wel of het gebied is veranderd en of er zich vijandige eenheden bevinden. Torens en buitenposten kunnen ook het omringende land in het oog houden. In het stadhuis kan je dan weer de zichtbaarheid vergroten. In de marktplaats kan men cartografie onderzoeken, zodat je ook kunt zien wat je bondgenoot ziet. In het kasteel kan je ook een aanzienlijk bedrag aan goud betalen om het beeld van de vijand te zien. Zo weet je waar en hoe groot zijn troepen zijn.

### Tijdperken
Door over te gaan naar andere tijdperken (ages), kun je dorpelingen, gevechtseenheden, gebouwen en economie onderzoeken. Ook kun je sommige gebouwen pas plaatsen vanaf een bepaald tijdperk. Om naar andere tijdperken te kunnen gaan, moet je niet alleen een bepaalde hoeveelheid grondstoffen betalen, maar ook een drietal gebouwen (of een kasteel) uit die tijd hebben geplaatst. Hier volgen de tijdperken:
- Dark Age: Je begint in de Dark Age. Je kunt slechts huizen bouwen, opslagplaatsen, havens en de kazerne. Akkers kan je pas aanleggen als je een molen hebt. Deze periode situeert zich tussen 600 en 800. Het is de Age waarin je begint, het handigst is om zo snel mogelijk te gaan naar de Feudal Age.
- Feudal Age: Door de mogelijkheid een schietbaan en stallen te bouwen, kun je nu pas echt beginnen je leger te ontwikkelen. Bovendien kun je nu je dorp omringen met stenen muren en torens. Ook een markt en een smidse kunnen nu gebouwd worden. Deze periode duurt van 800 tot 1000. Het is het best om tijdens deze era veel soldaten te trainen.
- Castle Age: Zoals de naam al zegt kun je nu een kasteel bouwen. Als je een smidse hebt, kan je ook een oorlogswerkplaats bouwen. Vergeet ook zeker niet een kerk te bouwen, want relieken leveren je goud op en mogelijk ook de overwinning. Bouw ook zeker een universiteit, want daar kun je diverse onderzoeken doorvoeren. Deze periode ligt tussen 1000 en 1300.
- Imperial Age: Je bent nu op het hoogtepunt van je beschaving. Sommige beschavingen kunnen nu ook eenheden met vuurwapens trainen. Daarbij kun je nu ook je kasteel en haar eenheden onderzoeken. Ten slotte kun je ook nog een orakel bouwen; als het 500 jaar lang blijft bestaan win je. De periode bevindt zich tussen 1300 en 1500.

## Campagnes
In de campagnes heeft de speler de gelegenheid in de huid van historische veroveraars en veldheren te kruipen. In 6 missies per campagne worden belangrijke momenten / militaire campagnes nagespeeld. In woord en beeld zijn korte filmpjes voor en na een missie te zien, waarin historische informatie wordt gegeven over de veldslag of het specifieke moment. Deze is echter 'met een korreltje zout' te nemen: lang niet alle informatie is juist. Wellicht niet onlogisch: gameplay gaat voor historische juistheid.

### William Wallace
In de campagne "William Wallace" speelt de speler 6 levels waarin belangrijke momenten/militaire campagnes uit het leven, en net na de dood, van William Wallace worden nagespeeld. Dit is de zogenaamde tutorial: de leercampagne. Spelers die nog geen ervaring met Age of Empires hebben, of hun kennis willen opfrissen, wordt aangeraden hiermee te beginnen.
Sir William Wallace of Ellerslie (circa 1270 - 23 augustus 1305) was een Schotse patriot die zijn land leidde tegen de Engelse bezetting van Schotland en tegen koning Edward I van Engeland tijdens delen van de Schotse onafhankelijkheidsoorlog. Sir William Wallace was populair onder het volk omdat hij een 'gewone' leider was, van lage adellijke komaf. Op 23 augustus 1305 werd Wallace in Londen ter dood veroordeeld; hij werd onthoofd en zijn lichaam werd gevierendeeld. Deze stukken werden naar alle uithoeken van het Engelse rijk gestuurd als waarschuwing. Dit wordt echter niet verteld in de campaign, de makers van Age of Empires II hebben gekozen voor een 'happy end' waarin William Wallace zegeviert.

### Joan of Arc
In de campagne "Joan of Arc" speelt de speler 6 levels waarin belangrijke momenten/militaire campagnes uit het leven, en net na de dood, van Joan of Arc worden nagespeeld.
Frankrijk is in oorlog met Engeland als Jeanne d'Arc zich meldt aan het Franse hof. De Dauphin is zo onder de indruk van Jeanne, dat hij haar het bevel over het Franse leger geeft. Jeanne leidt het leger naar de overwinning in Orléans en Reims. De Fransen geloven weer in de overwinning. Ze wordt echter bij Compiègne door de Engelsen gevangengenomen en in 1431 als een ketter verbrand.

### Saladin
In de campagne "Saladin" speelt de speler 6 levels waarin belangrijke momenten/militaire campagnes uit het leven van Saladin worden nagespeeld.
Al Malik Al Nazir Salah ed-Din Yussuf ibn Ayub, beter bekend als: Saladin (echte naam صلاح الدين يوسف ابن ايوب) (Tikrit, 1138—Damascus, 3 of 4 maart 1193) was een generaal die de Ajjoebidische dynastie van Egypte en Syrië stichtte. Saladin was van Koerdische afkomst.
Saladin was in de ogen van vele mensen, met name moslims maar ook van westerse geschiedschrijvers, een groot leider. Ook stond hij bekend als leergierig, open en vergevingsgezind. Zijn bekendste daad is het veroveren van Jeruzalem op de kruisvaarders.

### Genghis Khan
In de campagne "Genghis Khan" speelt de speler 6 levels waarin belangrijke momenten/militaire campagnes uit het leven, en net na de dood, van Genghis Khan worden nagespeeld.
Temüjin volgde zijn vader, Yekusai, op als leider van een Mongoolse stam en verenigde later de Mongoolse stammen tot een confederatie. Na de onderwerping van vele stammen van Mongolië en het vestigen van zijn hoofdstad in Karakoroem, hield Temüjin een grote vergadering, khuriltai, waarbij hij de leiding van de Mongolen op zich nam en zijn titel Dzjengis Khan aannam. Hij kondigde een gedragscode af en reorganiseerde zijn legers. Hij viel het imperium van de Kin-familie in Noord-China binnen en had in 1215 het grootste deel van zijn grondgebied bezet, waaronder de hoofdstad, Yenching (nu Peking). Van 1218 tot 1224 veroverde hij Turkestan, Transoxanië en Afghanistan en viel Perzië en Oost-Europa binnen.
Dzjengis Khan regeerde over het grootste landrijk die de wereld ooit heeft gekend. Hij stierf tijdens zijn campagne tegen de Jurchen, en zijn enorme domeinen werden verdeeld onder zijn zonen en kleinzonen. Zijn oorlogen werden gekenmerkt door veel bloedvergieten, maar dat neemt niet weg dat Dzjengis Khan een groot heerser en militaire leider was.

### Barbarossa
In de campagne "Barbarossa" speelt de speler 6 levels waarin belangrijke momenten/militaire campagnes uit het leven, en net na de dood, van Frederick Barbarossa worden nagespeeld.
Frederik I van het huis Hohenstaufen was door erfopvolging hertog van Zwaben. Op 4 maart 1152 werd hij te Frankfurt tot koning van Duitsland gekozen. Door de koppeling van de keizerskroon aan het Duitse koningschap viel Italië hem toe, naast het hele Duitse rijk. Om zijn gezag daar te herstellen had hij grote ambities. De stadstaten in Noord-Italië kwamen echter in verzet en verenigden zich in de Lombardische Liga en dienden Frederik een zware nederlaag toe in de slag bij Legnano op 29 mei 1176. In 1183 werd er dan toch een akkoord bereikt en erkenden de steden het keizerlijk gezag. In zijn latere jaren ging Frederik op kruistocht om Jeruzalem te heroveren. Tijdens het doorwaden van een riviertje verdronk Frederik. Een vreselijk eind voor een groot leider. Hij kreeg de bijnaam 'Barbarossa' door de rode schijn in zijn baard.
Net zoals bij de eerste Age of Empires, is er voor de tweede Age of Empires ook een uitbreiding uitgekomen, namelijk Age of Empires II The Conquerors.
In het najaar van 2005 is Age of Empires III, het vervolg op Age of Empires II uitgekomen.

## Compatibiliteit
Het spel werkt niet meer goed onder Windows Vista en Windows 7. Er zijn onder andere problemen met de kleuren. Dit is op te lossen door via taakbeheer het proces 'explorer.exe' te beëindigen, aangezien de aero van windows niet goed overweg kan met de kleuren. Je doet dat het best wanneer het spel nog aan het laden is, zodat het vanzelf opstart (door 'explorer.exe' uit te schakelen valt de taakbalk immers weg; je moet het proces nadien dan ook terug starten). Een minder elegante oplossing is door AOE te installeren in een virtuele machine, wat relatief veel werk is ten opzichte van het stoppen en starten van het proces 'explorer.exe'.
In Windows 8 is dit probleem verholpen.

## HD Edition
In maart 2013 werd Age of Empires II: HD Edition aangekondigd. Deze door Hidden Path Entertainment geremasterde versie van The Age of Kings en The Conquerors kwam in april dat jaar, exclusief via Steam, op de markt. Het spel kreeg een grafische update en de Steam Workshop werd ondersteund. Veertien jaar na de originele uitgave werd bovendien The Forgotten, een nieuw uitbreidingspakket voor de HD-versie, gelanceerd. Begin november 2015 werd Age of Empires II: The African Kingdoms beschikbaar op Steam. In december 2016 ten slotte kwam een derde uitbreiding op de markt, net als voorgaande uitbreidingen ontwikkeld door Forgotten Empires en Skybox Labs, genaamd Age of Empires II: Rise of the Rajas.

## Definitive Edition
Tijdens Gamescom 2017 werd door Microsoft naast de ontwikkeling van Age of Empires 4 ook aangekondigd dat na Age of Empires: Definitive Edition zowel Age of Empires II als III een 'Definitive Edition' zouden krijgen. De eerste beelden van het spel werden getoond tijdens de Electronic Entertainment Expo in juni 2019. Sinds 14 november 2019 is het spel beschikbaar via Steam en de Microsoft Store.
Naast de uitbreiding van het originele spel en die van de HD-versie, bevat deze uitgave onder de noemer 'The Last Khans' drie nieuwe campagnes en vier nieuwe beschavingen, met name de Bulgaren, de Koemanen, de Litouwers en de Tataren. Het spel werd ontwikkeld door Forgotten Empires in samenwerking met Tantalus Media en Wicked Witch. Op 26 januari 2021, kwam met Lords of the West een eerste uitbreiding op de markt, een tweede Dawn of The Dukes werd aangekondigd op 10 april 2021.